# Modeller
För andra betydelser, se Modell.
Modeller (franska: Les Poseuses) är en oljemålning av den franske neoimpressionistiske konstnären Georges Seurat. Den målades 1886–1888 och ingår i Barnes Foundations samlingar i Philadelphia. 
Modeller visar tre nakna kvinnor, egentligen samma modell i olika positioner, som poserar framför Seurats egen målning En söndagseftermiddag på ön La Grande Jatte. Den senare målningen och den av Seurat utvecklade konststilen pointillism hade väckt mycket uppståndelse på impressionistutställningen 1886 och fått en del kritik för att personporträtten varit kyligt anonyma, skulpturala och utan liv och rörelse. Seurat svarade på kritiken genom att måla Modeller där han tydligt visade att han behärskade porträttkonsten. 
Seurat gick alltid mycket metodiskt och systematiskt till väga och med närmast vetenskaplig precision målade han ett stort antal förberedande skisser och studier. Han skiljde sig på så sätt från impressionisterna som förordade spontant och intuitivt måleri. Musée d'Orsay i Paris äger tre berömda studier till Modeller (se galleri). Det finns även en andra version av Modeller som Seurat målade samma år. Den är mindre i formatet (39 x 49 cm), har tydligare prickighet och är i privat ägo.
Seurat ställde ut målningen tillsammans med Parade de cirque på independenternas salong 1888, en konstsammanslutning som han själv medverkat i att grunda 1884.

## Galleri

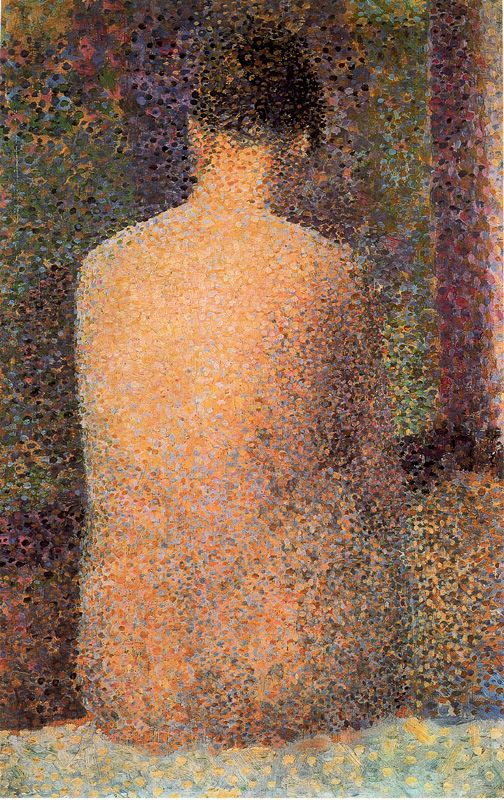
Poseuse de dos ("Modell, bakifrån") från 1887, Musée d'Orsay.
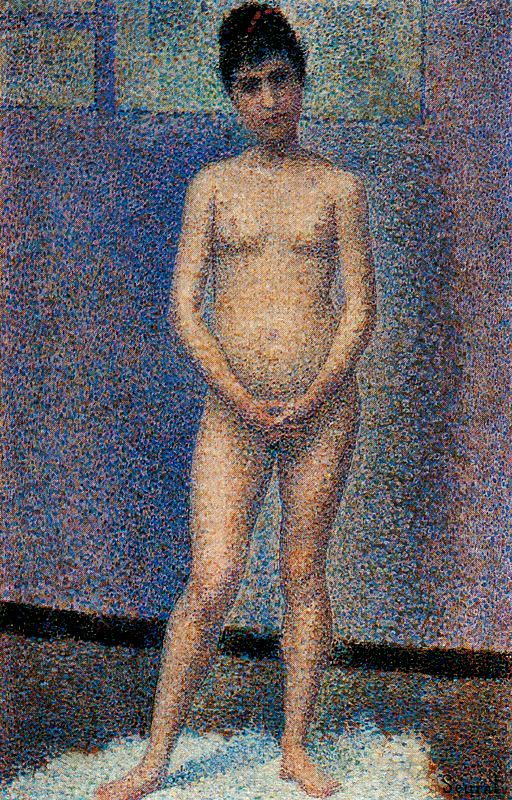
Poseuse de face ("Modell, framifrån") från 1887, Musée d'Orsay.
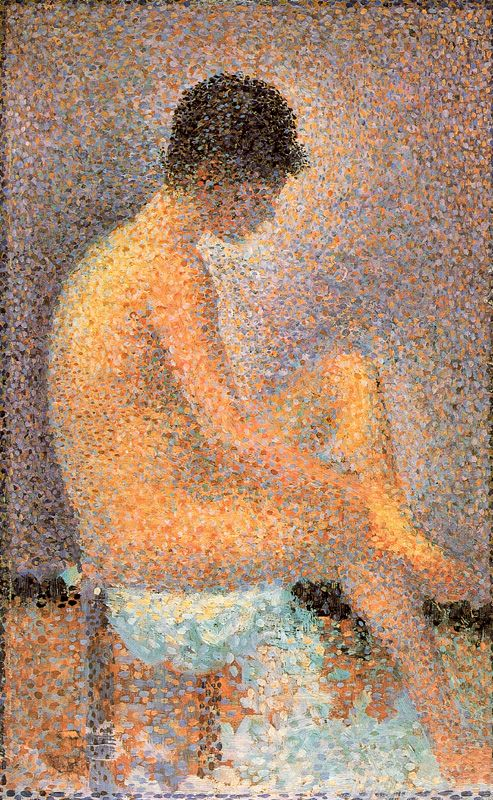
Poseuse de profil ("Modell i profil") från 1887, Musée d'Orsay.
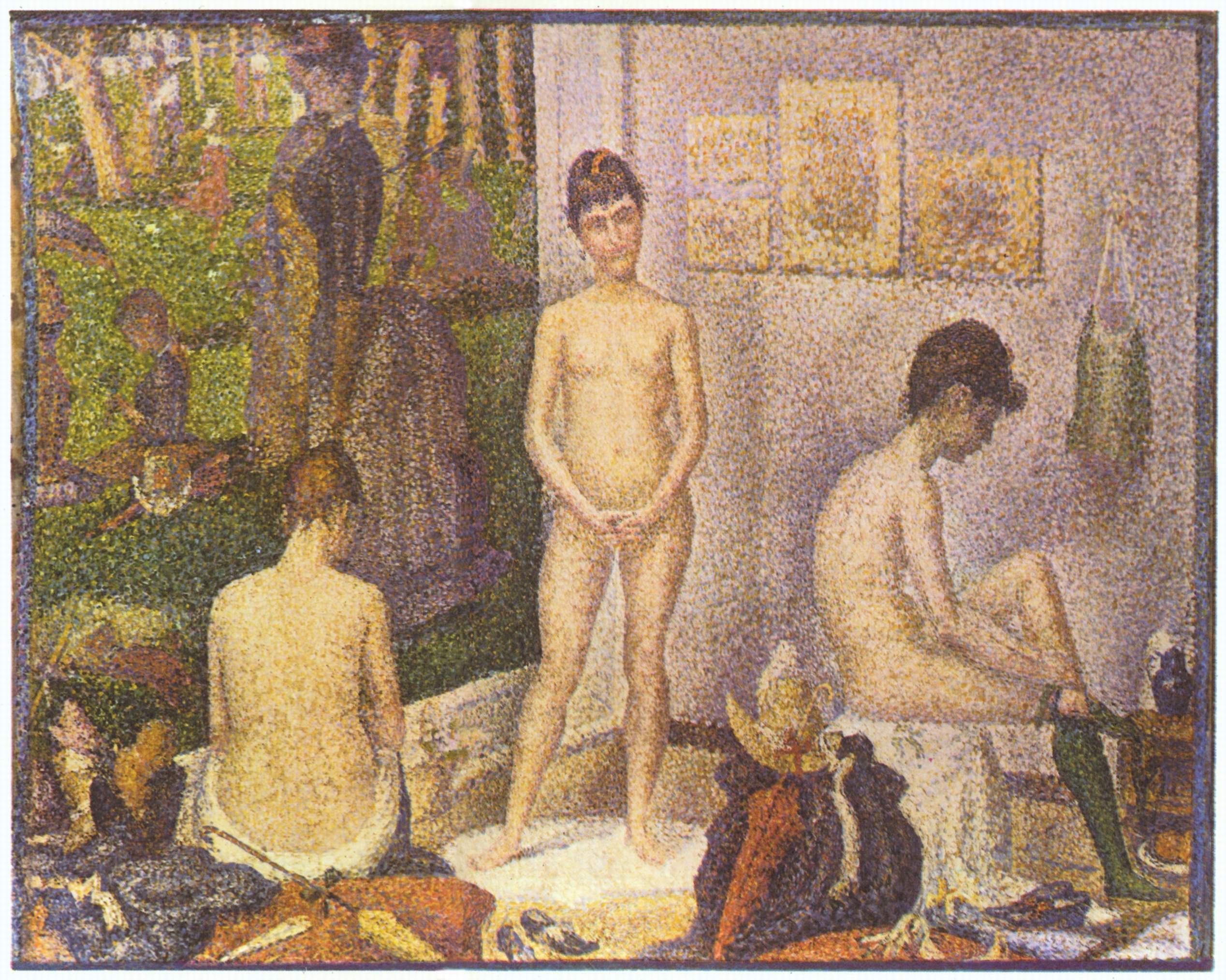
Den mindre versionen av Modeller målades 1888 och är i privat ägo.